# Pacharán
A pacharán (baszk nyelven patxaran) navarrai eredetű, ánizsos-kökényes likőr.

## Története
Neve a baszk nyelv két szavából származik: a paitar vagy pattar jelentése „párlat”, az aran szóé pedig „kökény”.
Története legalább az 1400 körüli évekig nyúlik vissza, már a középkorban a fontos ünnepségek egyik fő itala volt Navarrában, és emésztésre gyakorolt kedvező hatása is ismert volt. Első írásos említése (ekkor még nem pacharán néven: ez a név csak a 19. században jelent meg) 1415-ből származik, amikor III. Károly navarrai király fiának, Gonofre de Navarrának az esküvőjén szolgálták fel. 1441-ben I. Blanka királynő még a segoviai Santa María de Nieva-i kolostorba is hozatott magának ebből az italból, hogy hasi fájdalmait csillapítani próbálja vele.
A 19. század végére már Navarra határain kívül, Baszkföldön, La Riojában és Aragóniában, sőt, a Franciaország déli részén elhelyezkedő pireneusi falvakban is ismerték és fogyasztották a pacharánt.
Ipari előállítása 1956-ban kezdődött az első pacharánmárka, az Ambrosio Velasco által alapított Zoco megjelenésével. Velasco családja Vianában élt, és már több mint száz éve is párlatok készítésével foglalkozott. Az új gyártmány rövid időn belül az egész Ibériai-félszigeten elterjedt. A Zoco főzdéje a 21. század elején Dicastillo község külterületén, a Vega del Pozo grófnőjének egykori palotájához tartozó, fallal körülvett birtokon működik, ahol 1995 óta egy hathektáros területen kökényt is termesztenek: részben az itt termett gyümölcs az alapanyagforrása a terméknek. A Zoco mellett azonban számos más márka is megjelent az idők során, termékeik számos üzletben kaphatók. A pacharánnal kapcsolatos szabályozásért felelős tanács, a Consejo Regulador del Pacharán Navarro 1988-ban alakult meg.
A 21. század elején a házilag főzött mennyiséget nem számítva évente 9 millió liter pacharán készült Spanyolországszerte, ennek 85%-a Navarra autonóm közösségben.

## Készítése, jellemzői
A vöröses színű pacharán készítéséhez kizárólag ánizslikőrt, cukrot és kökényt használnak, nem tartalmaz semmilyen színezéket és aromát. A kökényt megfelelő érettségi állapotában leszedve frissen adják a párlathoz, a spanyol szabvány szerint literenként 125, a navarrai szabvány szerint 125–250 grammot. A cukrot (változó mennyiségben) ezután adják hozzá.

## Felhasználása
Amellett, hogy italként önmagában fogyasztják, számos étel készítéséhez is felhasználható: készülhet vele például pacharános libamáj vagy kökényes füstölt kacsamáj, pacharános Roncal sajt vagy céklás salmorejo pacharánnal, rozmaringgal és eperrel ízesítve. Többféle koktél alapanyagának vagy ízesítőjének is jó: keverhetik mojitóhoz vagy vegyíthetik fehér vermuttal és citromlével, illetve piros gyümölcsök levével és citromlével.

## Képek

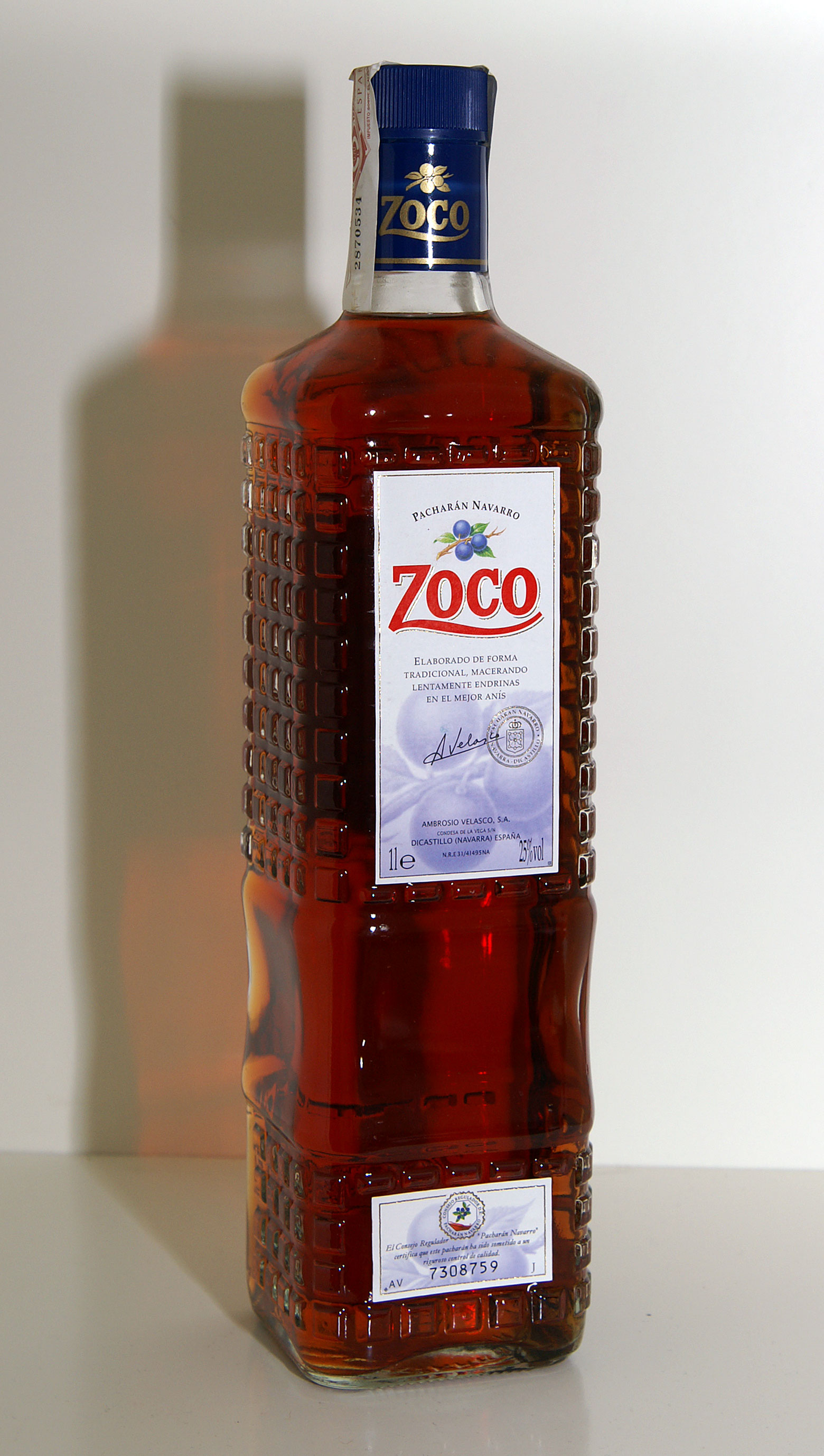
Egy üveg Zoco márkájú pacharán
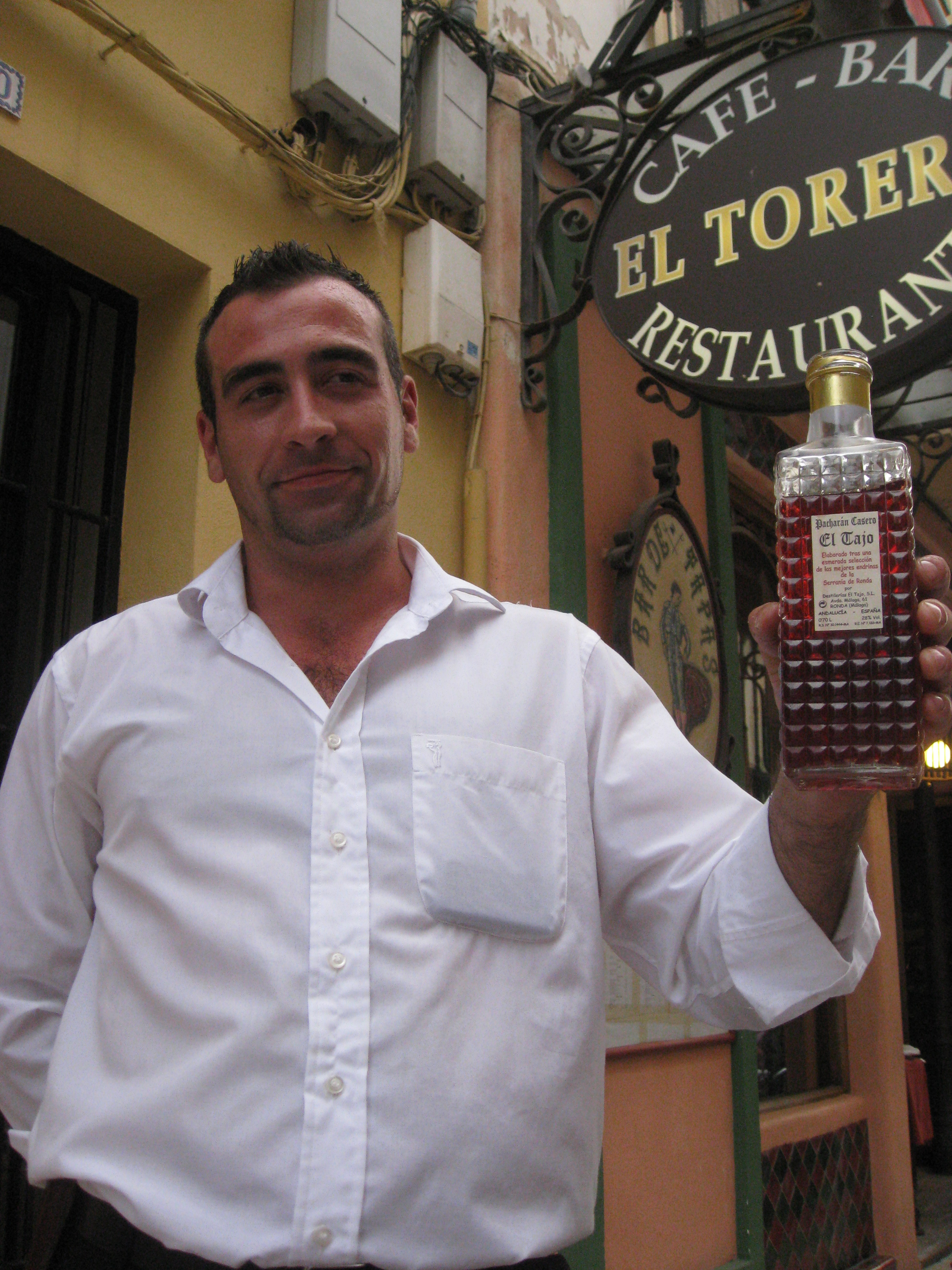
Pincér pacharánnal Andalúziában
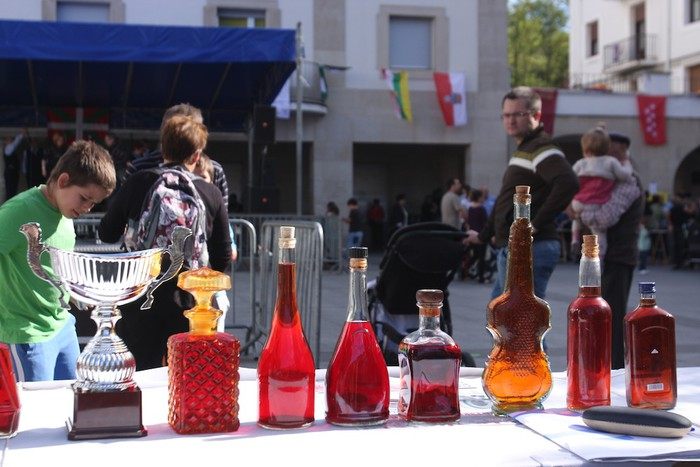
Házi készítésű pacharánok versenye
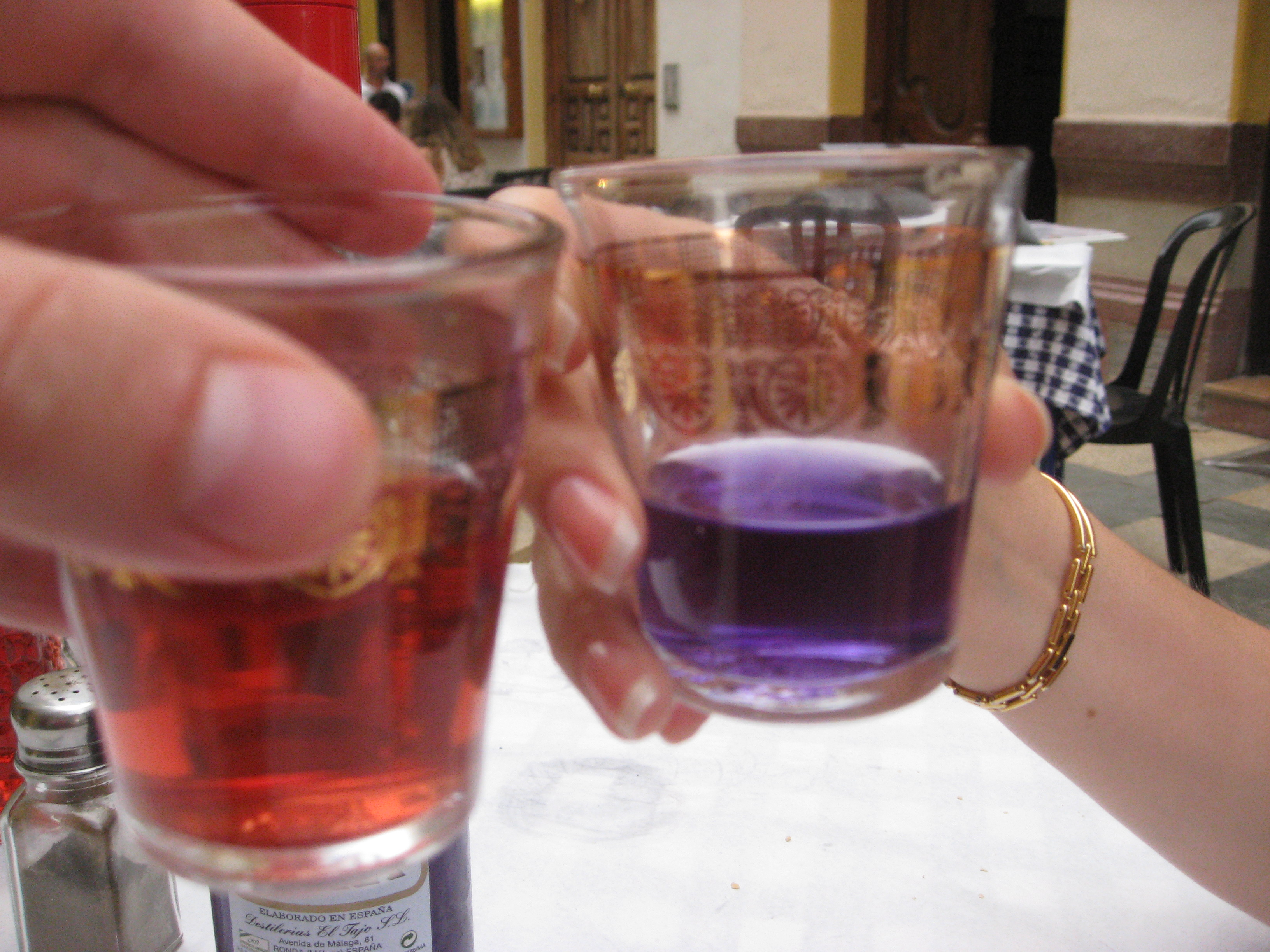
Alkoholos és alkoholmentes pacharán